# Contea di Doddridge
La contea di Doddridge ( in inglese Doddridge County ) è una contea dello Stato della Virginia Occidentale, negli Stati Uniti. La popolazione al censimento del 2000 era di 7 403 abitanti. Il capoluogo di contea è West Union.